# Association française de la presse automobile
Pour les articles homonymes, voir AFPA.
L'Association Française de la Presse automobile (AFPA) est une association loi de 1901 créée en 1958 dont le siège social est à Sèvres.
Elle est majoritairement composée de journalistes spécialisés dans l'automobile de tous horizons (presse écrite, radio, télévision, internet, aussi bien rédacteurs, photographes, reporters d'images, etc.), mais accueille également des responsables de l'industrie automobile (direction, responsables de relations publiques, attachés de presse, etc.) et des correspondants étrangers. L'association compte 500 membres.
C'est un lieu de rencontre et d'échange très prisé du monde automobile.
Les principaux responsables de l'association sont notamment : Denis Astagneau (Président), Gérard Jouany (Vice-Président), Laurent Bodin (Secrétaire Général), Alexandre Guillet (Trésorier)